# Witno
Witno (do 1945 niem. Wittenfelde) – wieś sołecka w północno-zachodniej Polsce położona w województwie zachodniopomorskim, w powiecie gryfickim, w gminie Gryfice.
W latach 1975–1998 miejscowość administracyjnie należała do województwa szczecińskiego.
We wsi znajduje się zabytkowy kościół filialny pw. św. Stanisława Kostki z przełomu XV/XVI wieku. We wnętrzach barokowy ołtarz z końca XVII w., ambona z ok. 1700 r., fragmenty stalli renesansowych, bogate zdobione epitafia z XVII i XVIII w., renesansowa empora organowa z początku XVII w. Świątynia należy do parafii Stuchowo.
Pałac neogotycki z 1858 z dekoracyjnymi elewacjami.